# Rue de la Bûcherie
La rue de la Bûcherie est une voie située dans le quartier de la Sorbonne du 5e arrondissement de Paris.

## Origine du nom
La rue doit son nom à la présence du port au Bois, également appelé « port de la Bûcherie », qui y était à proximité.

## Historique
Située près de la cathédrale de Notre-Dame de Paris et de la place Maubert, entre la Seine et le boulevard Saint-Germain, la rue de la Bûcherie est une des plus anciennes rues de la rive gauche de Paris.
Elle est ouverte au début du XIIIe siècle sur le clos Mauvoisin et prend immédiatement son nom actuel de « rue de la Bûcherie ».
La « bûcherie » vient de l'ancien français, « port aux Bûches », où les bûches étaient déchargées,. Au Moyen Âge, c'était une rue où de la viande avariée était salée et bouillie pour nourrir les habitants les plus misérables de Paris.
Elle est citée dans Le Dit des rues de Paris, de Guillot de Paris, sous la forme « rue de la Bucherie ».
Du fait de la proximité de l'Hôtel-Dieu de Paris, l'école de médecine ouvre dans la rue en 1472. Vers 1575, Jean Robin créé le premier jardin botanique de Paris, entre la rue et la Seine. En 1606, une annexe de l'Hôtel-Dieu, la salle Saint-Charles, est construite sur la rive gauche. En 1684, Louis XIV fait don du Petit Châtelet à l'Hôtel-Dieu. L'hôpital s'agrandit alors le long de la rue de la Bûcherie.
Au XIXe siècle, cette rue commençait place Maubert et finissait rue du Petit-Pont. Les numéros de la rue étaient rouges. Le dernier numéro impair était le no 41 et le dernier numéro pair était le no 22.
En 1837, le prolongement du quai de la Bûcherie (actuel quai de Montebello) est déclaré d'utilité publique. Pour ce faire, l'ancien Hôtel-Dieu est démoli et une nouvelle annexe est construite par Jean-Jacques-Marie Huvé en 1840 entre le nouveau quai et la rue de la Bûcherie.
En 1887, une rue est créée dans le prolongement de la rue Monge, entre la place Maubert et le quai de Montebello. Le décret d'utilité publique autorisant le percement de cette rue, l'actuelle rue Lagrange, prévoit la disparition de la partie de la rue de la Bûcherie située entre la rue du Fouarre et la rue Saint-Julien-le-Pauvre (emplacement du square René-Viviani). L'annexe de l'Hôtel-Dieu n'est toutefois démolie qu’en 1908.
Jusqu'à la fin des années 1970, cet endroit était une rue parisienne populaire avec divers restaurants modestes (libanais, asiatiques, pakistanais), des magasins d'antiquités et des galeries d'art. Dans les années 1970, la galerie d'art contemporain d'Annick Gendron s'installa au no 1.

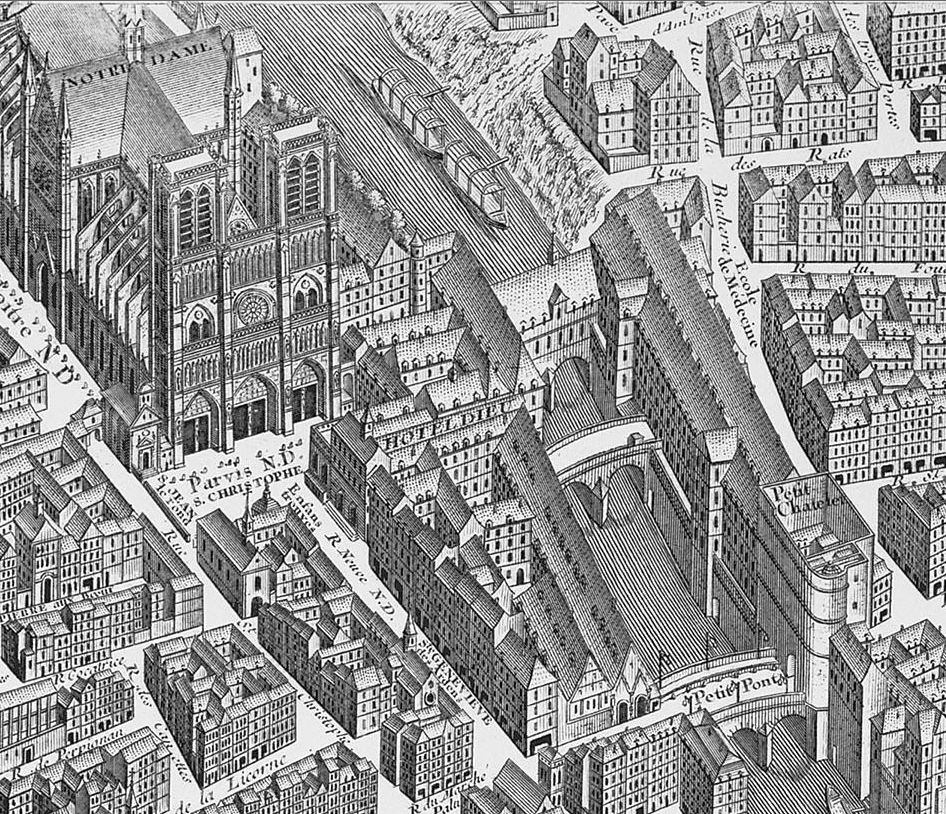
La rue de la Bûcherie sur un extrait du plan de Turgot.
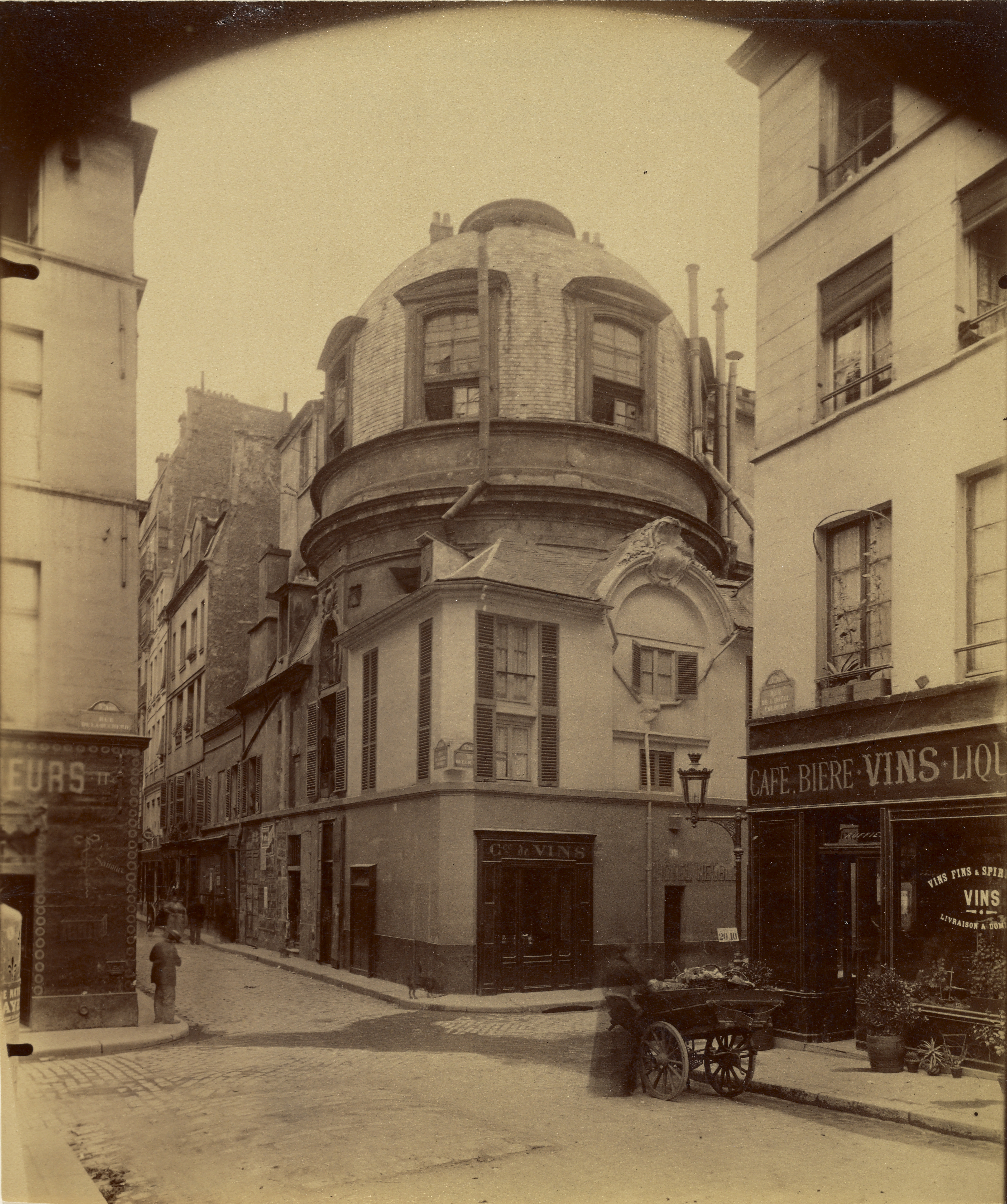
La vieille école de médecine en 1898 (photographie d'Eugène Atget).
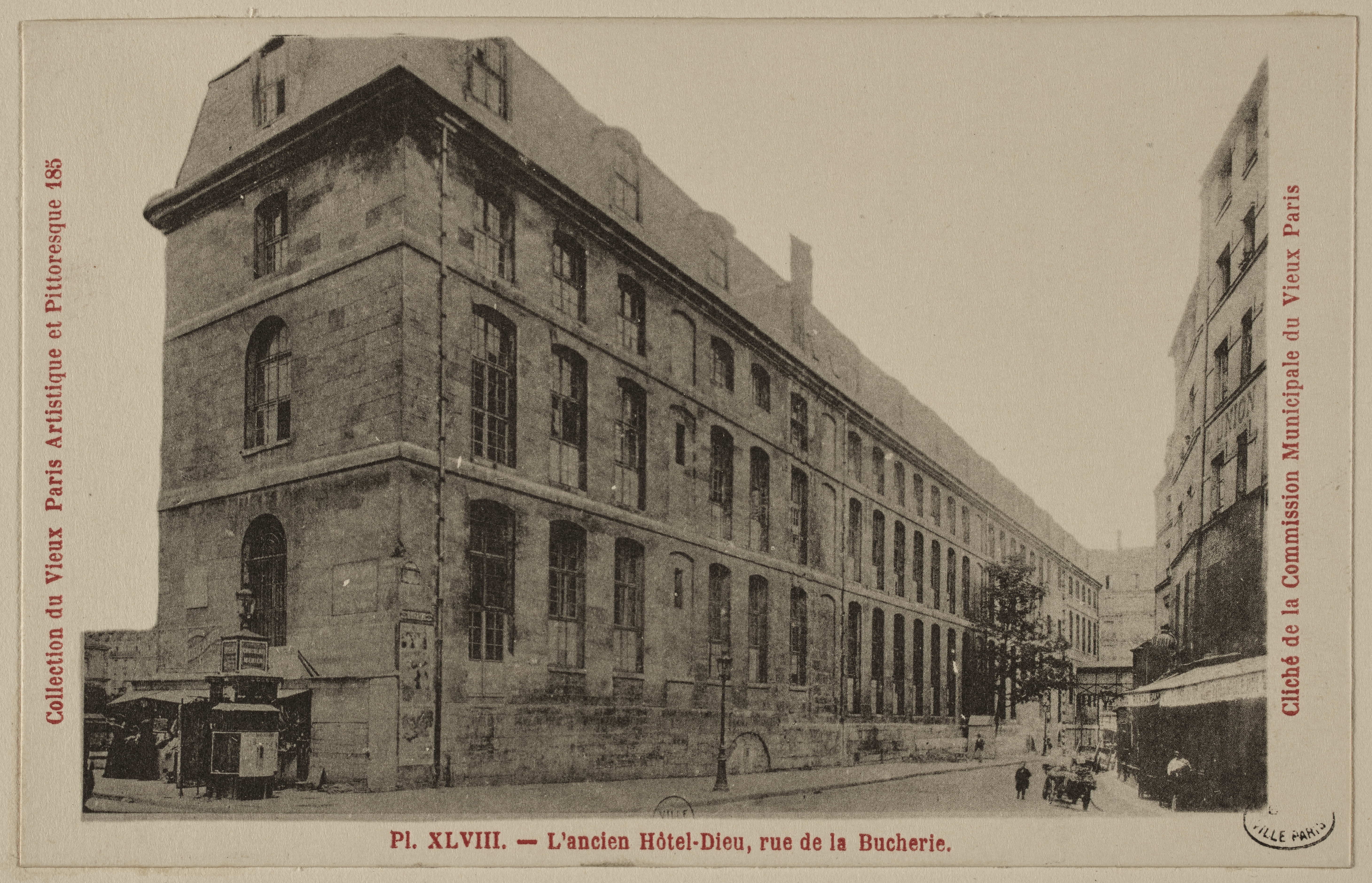
L'annexe de l'Hôtel-Dieu construite entre le quai de Montebello et la rue de la Bûcherie au XIXe siècle.
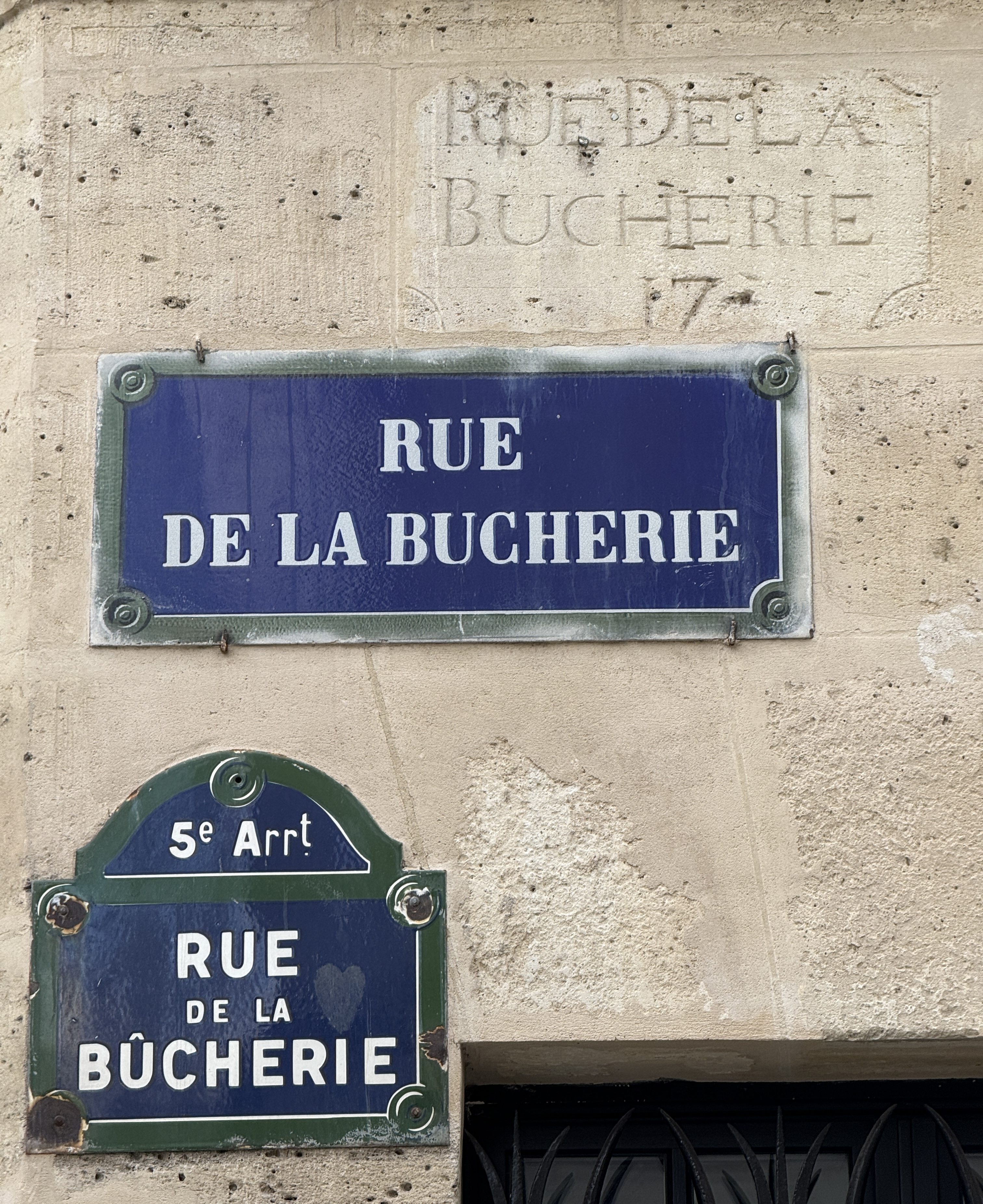
Plaques de la rue datant de différentes époques.

## Bâtiments remarquables et lieux de mémoire
- Au no 10, emplacement de la maison où mourut Restif de La Bretonne[4]. Selon Alexandre Gady, la plaque apposée au no 16 est une erreur.
- Au no 11, le square Restif-de-la-Bretonne — l'auteur, Nicolas Edme Restif de La Bretonne, vécut dans cette rue entre 1788 et 1806.
- Au no 11 (mentionné à plusieurs reprises dans ses lettres à Nelson Algren), Simone de Beauvoir écrivit Les Mandarins dans un trois-pièces au cinquième. Elle y a vécu avec Claude Lanzmann[10]. Une plaque lui rend hommage.
- Nos 13-15 : site dit de l'hôtel de la Bûcherie, lieu d'implantation de la faculté de médecine de Paris du XIVe siècle à 1775.
À partir de 1938, local de la bibliothèque russe Tourguenev[11].
Siège de la Fondation France-Chine.
- No 16 : Restif de La Bretonne, écrivain français, y vécut de 1790 jusqu'à sa mort en 1806[12]. Il y installe une presse pour imprimer chez lui[13]. Une plaque lui rend hommage.
- No 37 : librairie Shakespeare and Company, ainsi nommée à la mort de Sylvia Beach en 1962, en l'honneur d'une librairie fondée par Beach et qui a joué un grand rôle dans la culture anglo-américaine dans la première partie du XXe siècle[14]. La librairie de la rue de la Bûcherie a elle-même joué un rôle chez les écrivains de la beat Generation.
- No 39 : maison datée du XVIe siècle ou est installé le restaurant « Le Petit Châtelet ».
- Square Pierre-Gilles-de-Gennes, en hommage au prix Nobel de physique.

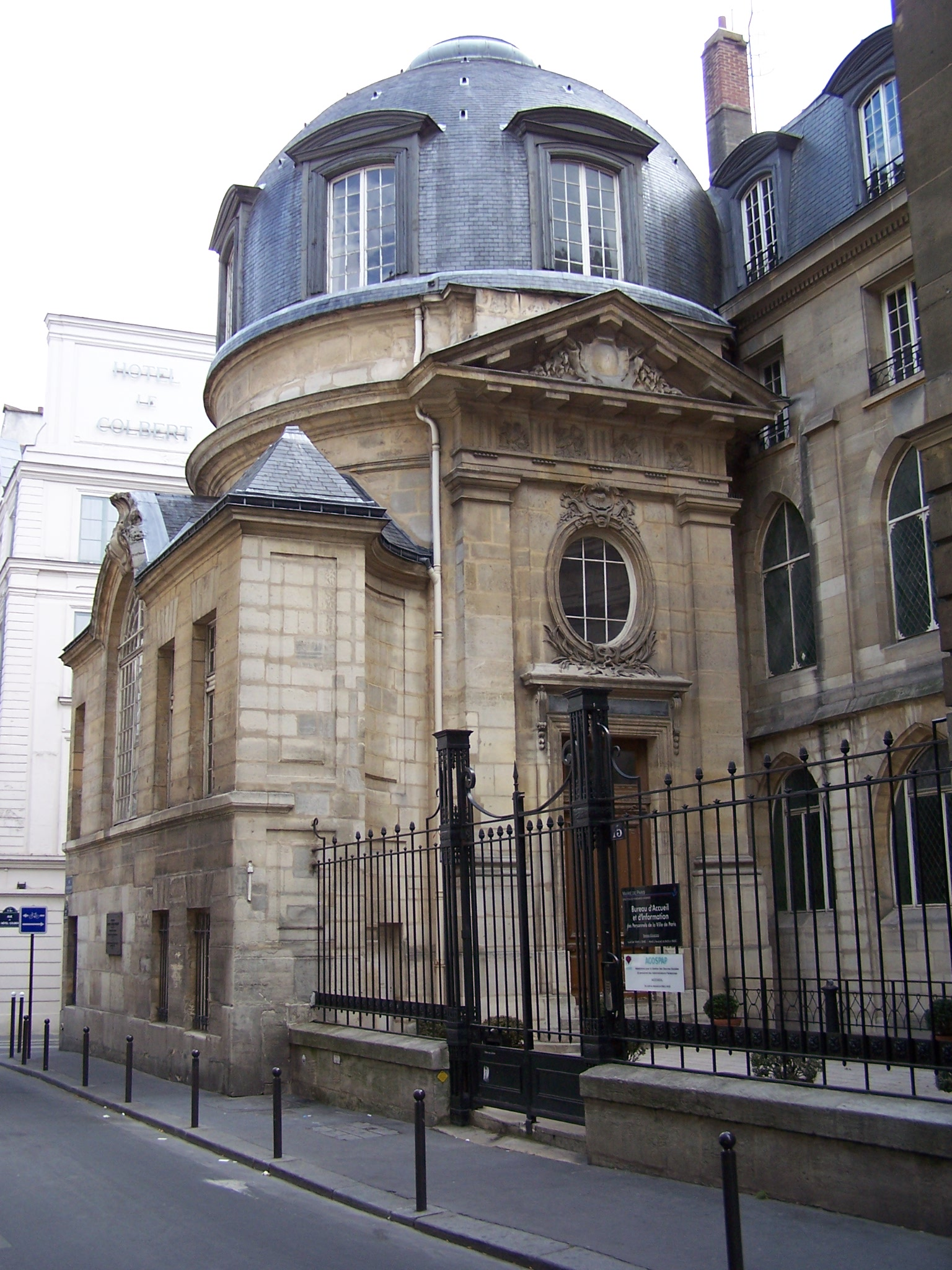
no 15 : Vue l'amphithéâtre de l'ancienne faculté de médecine.
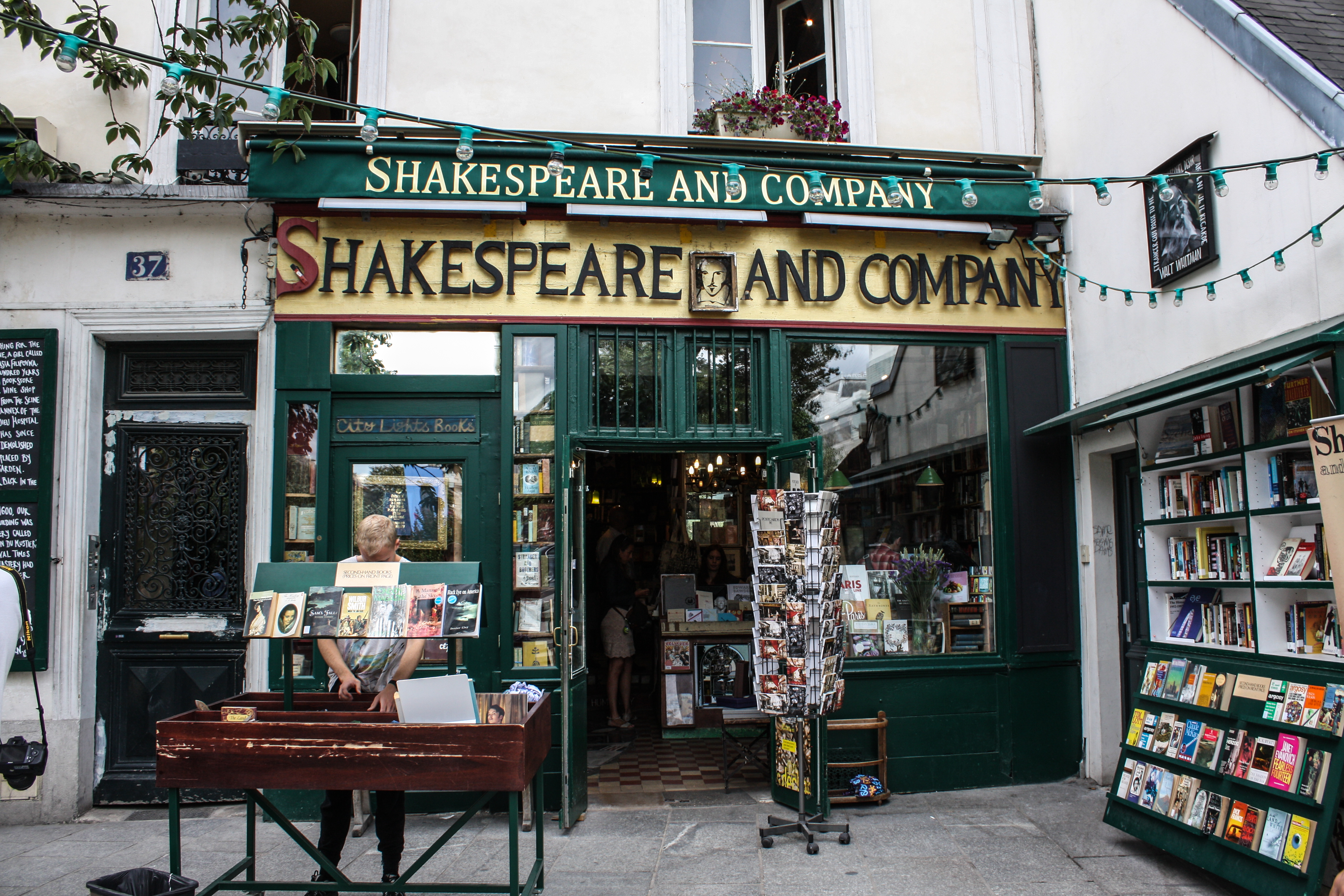
no 37 : La librairie Shakespeare and Company en 2004.
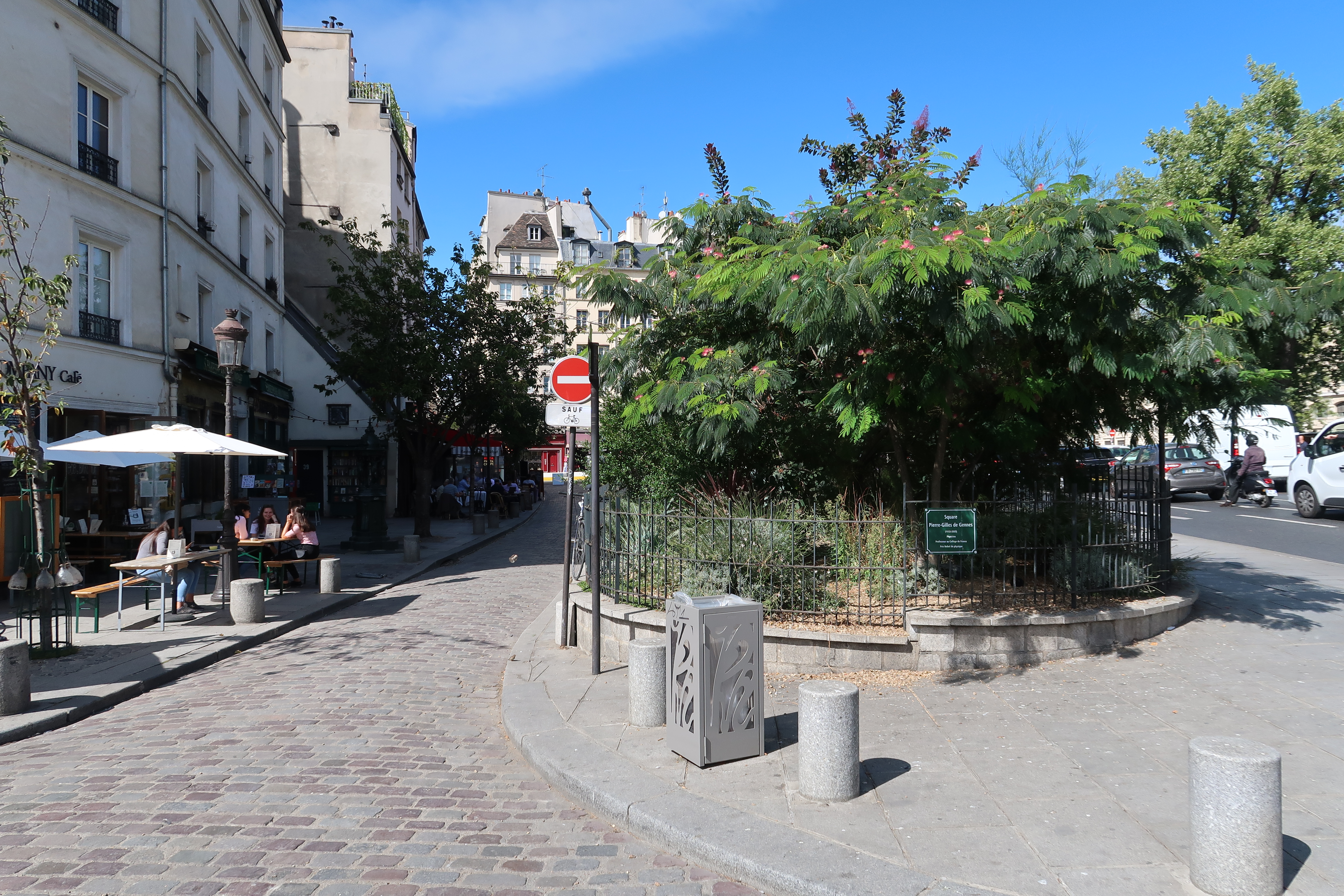
Square Pierre-Gilles-de-Gennes.

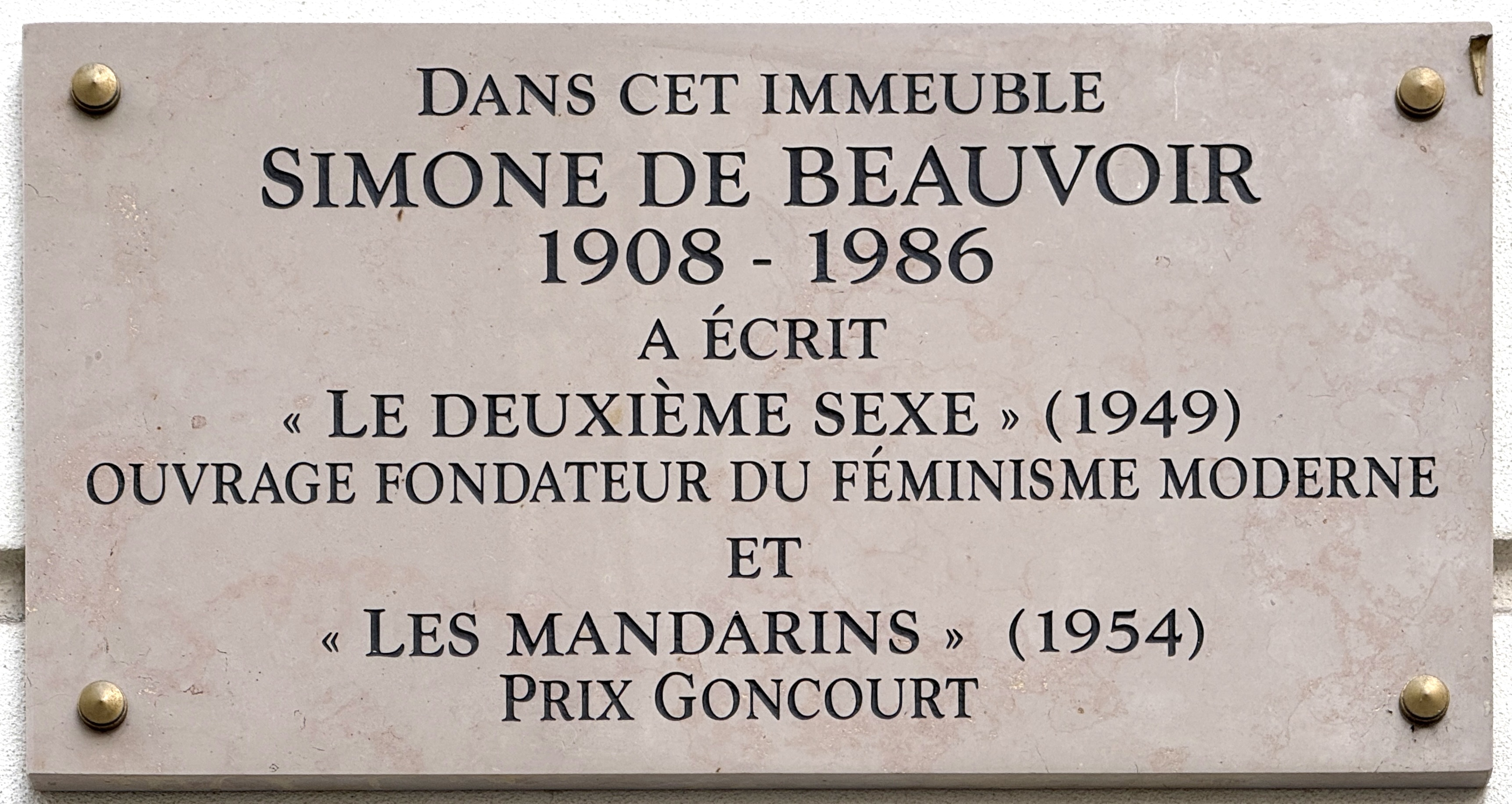
Plaque au no 11.
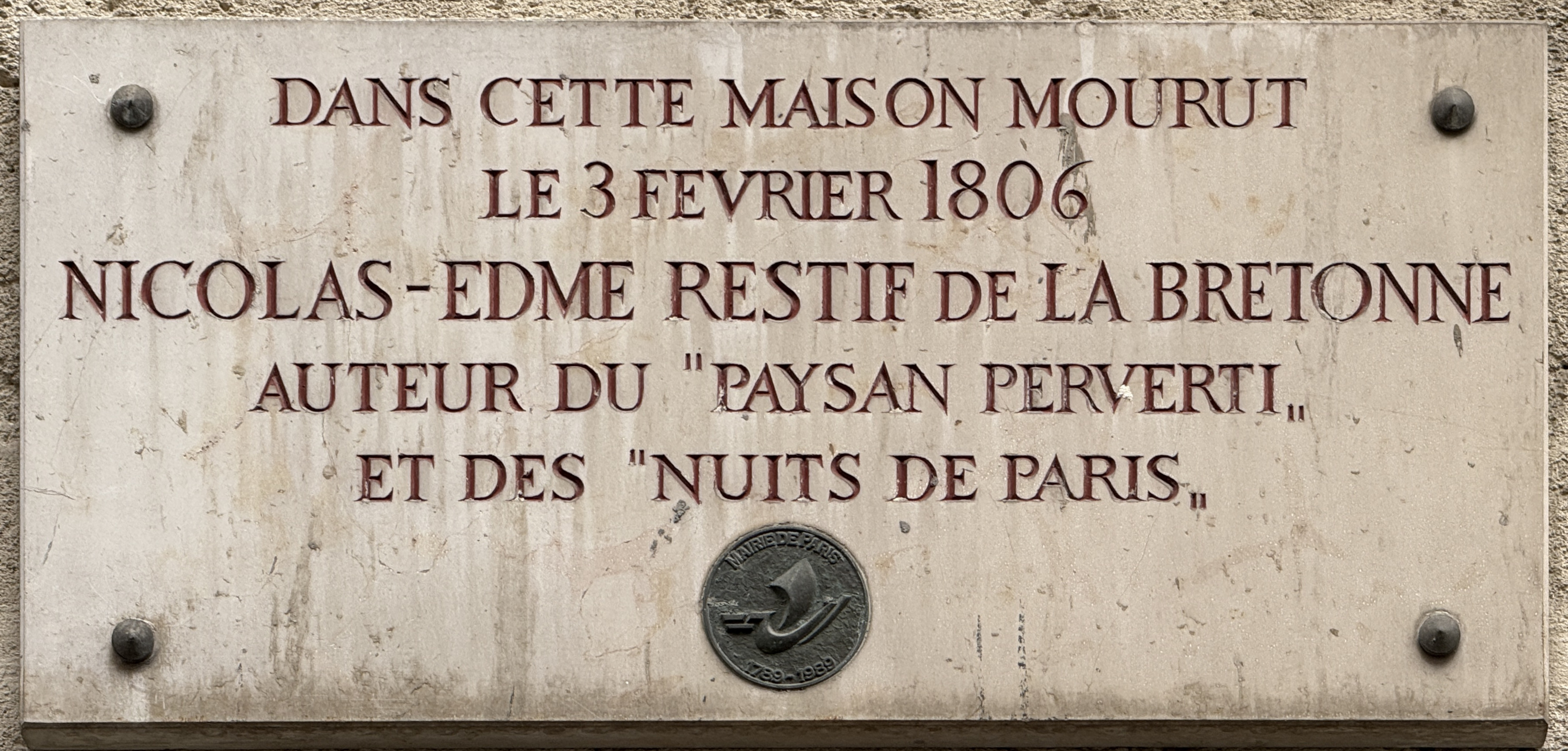
Plaque au no 16.